# Lista de senhorios em Portugal
Esta é uma lista dos senhorios criados em Portugal.

## História

### Origens
O regime senhorial em Portugal tem origens anteriores à fundação da nacionalidade. Já no Condado Portucalense havia Senhorios, com o Alto Clero e a principal Nobreza do Condado a exercer diversos poderes e direitos feudais sobre os vassalos em geral e os servos da gleba em particular que residiam nas suas terras. Até ao início do século XIX os Reis de Portugal foram concedendo Senhorios, a maioria com jurisdição à Nobreza, ao Clero e às Ordens Militares.

### Estatuto
Os Senhores de terras em Portugal figuram na hierarquia da Nobreza logo após os Titulares do Reino.
A maioria dos Senhorios foram concedidos de juro e herdade, ou seja eram honras hereditárias. Os Senhorios podiam ser concedidos com ou sem jurisdição. A jurisdição contemplava diversos poderes e direitos senhoriais sobre a terra doada pela Coroa. Os senhorios eclesiásticos designavam-se por coutos, enquanto os senhorios da Nobreza tomavam a designação de honras.

## Senhorios
| Brasão                             | Senhorio                         | Criação       | Primeiro Senhor                                                                      | Tipo                             | Representante [parcial?]                                                                            |
| ---------------------------------- | -------------------------------- | ------------- | ------------------------------------------------------------------------------------ | -------------------------------- | --------------------------------------------------------------------------------------------------- |
|                                    | Senhor de Soalhães               | Século XV     | Dom Gonçalo Mendes de Vasconcelos                                                    | Juro e herdade                   | extinto                                                                                             |
|                                    | Senhor de Abiul                  | 1453          | Dom Rui Borges                                                                       | e                                | |
| Brasão do Bispos-Condes de Coimbra | Senhor de Coja                   | 1128          | Dom Bernardo, 6º Bispo de Coimbra                                                    | Juro e herdade                   | extinto (1790)                                                                                      |
|                                    | Senhor de Donville               |               |                                                                                      |                                  | |
|                                    | Senhor de Aguiar                 | Século XII    | Dom Mem Pires de Aguiar                                                              |                                  | |
|                                    | Senhor de Povolide               | 1464          | Dom Pedro Lourenço Ferreira                                                          | Juro e herdade                   | elevado a Conde de Povolide (1709)                                                                  |
|                                    | Senhor de Ajofrim                |               |                                                                                      |                                  | |
|                                    | Senhor da Albergaria             |               | Dom Paio Delgado                                                                     |                                  | |
|                                    | Senhor de Albufeira              | Século XIV    | Dom Martim Gonçalves Leitão                                                          |                                  | elevado a Conde (1677)                                                                              |
|                                    | Senhor de Alcabre                | Século X      | Casa de Pereira de Castro                                                            |                                  | |
|                                    | Senhor das Alcáçovas             | 1429          | Dom Fernando Enriquez                                                                | Juro e herdade (1518)            | elevado a Conde (1834)                                                                              |
|                                    | Senhor de Alcoentre              | 1147          | Dom Afonso Sanches                                                                   |                                  | |
|                                    | Senhor de Alconchel              | 1445          | Dom Gutierre de Sotomayor                                                            |                                  | |
|                                    | Senhor de Alcoutim               | 1451          | D. João Freire de Andrade                                                            |                                  | |
|                                    | Senhor da Aldeia Galega          | 1420          | Dom João de Eça                                                                      |                                  | |
|                                    | Senhor de Alderete               | 1170          | Dom Gomes Pais da Silva                                                              |                                  | |
|                                    | Senhor de Alegrete               | 1679          | Dom João Garcia de Sousa                                                             | Juro e herdade                   | extinto                                                                                             |
|                                    | Senhor de Alenquer e Fermoselhe  | 1210          | Dona Sancha Sanches de Portugal, beata e infanta                                     |                                  | |
|                                    | Senhor de Alfaiates              | 1279          | Dom Álvaro de Meneses                                                                |                                  | |
|                                    | Senhor de Algiraz                | 1275          | Dom Domingos de Soveral                                                              |                                  | |
|                                    | Senhor de Algodres               | Século XIV    | Dom Lopo Rodrigues de Abreu                                                          |                                  | |
|                                    | Senhor de Algoso                 | 1155          | Dom Rodrigo Mendes, depois Rodrigues de Algoso                                       | Juro e herdade                   | transferido para a Espanha (1768)                                                                   |
|                                    | Senhor de Alva                   | 1491          | Dom João Rodrigues Borges                                                            | Juro e herdade                   | elevado a Conde (1729)                                                                              |
|                                    | Senhor de Coja                   | 1128          | Dom Bernardo da Costa, 6º Bispo de Coimbra                                           | Juro e herdade                   | elevado a Conde (1729)                                                                              |
|                                    | Senhor de Alvarenga              | 1139          | Dom Afonso Viegas de Ribadouro                                                       |                                  | |
|                                    | Senhor de Alvito                 | 1330          | Dom Diogo Lopes Lobo                                                                 |                                  | elevado a Barão (1475)                                                                              |
|                                    | Senhor de Anciães                | 1380          | Dom Lopo Vaz de Sampaio                                                              |                                  | depois Senhor de Anciães e Vilarinho                                                                |
|                                    | Senhor de Angeja                 | Século XV     | Dom João Afonso de Albuquerque                                                       |                                  | elevado a Marquês (1714)                                                                            |
|                                    | Senhor de Anquião                | 1460          | Dom João Gomes de Abreu                                                              |                                  | |
|                                    | Senhor da Antanhol               | Século XIV    | Fernão Vaz da Cunha                                                                  |                                  | |
|                                    | Senhor de Arcos de Valdevez      | 1120          | D. Pedro Carneiro, 1° Senhor de Valdevez, Monteiro Mor do Rei de Portugal, Sancho I. | Juro e herdade                   | Leandro Fabricius da Silva Carneiro,Duque de Carneiro da http://www.casatoantinolfi.it/.            |
|                                    | Senhor de Arcozelo               | 1340          | Dom Lopo Rodrigues de Abreu                                                          |                                  | |
|                                    | Senhor de Arega                  | 1390          | Dom Martim Afonso de Melo                                                            |                                  | |
|                                    | Senhor de Arraiolos              | 1360          | Dom Álvaro Pires de Castro                                                           |                                  | elevado a Conde (1371)                                                                              |
|                                    | Senhor de Cadaval                | 1388          | Dom Pedro de Castro                                                                  |                                  | Duque de Cadaval                                                                                    |
|                                    | Senhor de Assequins              | Século XI     | Dom Paio Guterres da Cunha                                                           |                                  | |
|                                    | Senhor de Assumar                | 1380          | Dom Vasco Martins Leitão                                                             |                                  | elevado a Conde (1671)                                                                              |
|                                    | Senhor de Ataíde                 | Séc. XII      | D. Martim Viegas de Ataíde                                                           |                                  | Família Ataíde Azevedo e Brito Malafaia                                                             |
|                                    | Senhor de Atalaia                | Século XV     | Dom Gonçalo Vaz de Mello                                                             |                                  | elevado a Conde (1466)                                                                              |
|                                    | Senhor de Atouguia               | Século XV     | Dom Álvaro Gonçalves de Ataíde                                                       |                                  | elevado a Conde (1448)                                                                              |
|                                    | Senhor de Aveiras                | Século XVI    | Dom João Telo de Menezes                                                             |                                  | |
|                                    | Senhor de Aveiro                 | Século XI     | Dom Gonçalo Viegas de Marnel                                                         |                                  | |
|                                    | Senhor de Avelar                 | 1190          | Dom Martim Esteves                                                                   |                                  | |
|                                    | Senhor de Avelãs                 | 1381          | Dom Álvaro Rodrigues Pereira                                                         |                                  | |
|                                    | Senhor de Aveloso                | Século XVIII  | Dom João Pacheco Pereira                                                             | Juro e herdade                   | depois Senhor de Aveloso e do Préstimo                                                              |
|                                    | Senhor de Azambuja               | 1200          | Dona Urraca Fernandes                                                                | Juro e herdade                   | Dom Pedro José Folque de Mendoça Rolim de Moura Barreto, 6º duque de Loulé e 29º Senhor da Azambuja |
|                                    | Senhor de Azambujeira            | 1143          | Dom Bartolomeu Domingues de Carvalho                                                 |                                  | |
|                                    | Senhor de Azevedo                | 1190          | Dom Pero Mendes Azevedo                                                              |                                  | antes (930) era Senhor do Couto de Azevedo                                                          |
|                                    | Senhor de Azinhaga               | 1430          | Dom Afonso de Sousa                                                                  |                                  | |
|                                    | Senhor do Azinhal                | Século XVI    | Dom João Freire de Andrade                                                           |                                  | |
|                                    | Senhor de Azurara                | 1370          | Dom Álvaro Gil Cabral                                                                |                                  | |
|                                    | Senhor da Casa de Baião          | 1030          | Dom Gondesendo Arualdes de Baião                                                     |                                  | |
|                                    | Senhor de Balsemão               | Século XV     | Dom Álvaro Osório da Fonseca                                                         |                                  | |
|                                    | Senhora de Baltar                | Século XVII   | Didiolinda Perpétua de Andrade e Silva e Nóboa                                       | Juro e herdade                   | D. Matilde Rosa Andrade Clemente Esteves Paiva                                                      |
|                                    | Senhor de Barbacena (Antigo)     | Século XIV    | Dom Martim Afonso de Melo                                                            | Juro e herdade                   | extinto                                                                                             |
|                                    | Senhor de Barbacena              | 1575          | Dom Diogo de Castro do Rio                                                           | Juro e herdade                   | extinto                                                                                             |
|                                    | Senhor da Honra de Barbosa       | Século XII    | Dom Mem Moniz de Ribadouro                                                           | Juro e herdade (29.05.1543)      | Família Ataíde Azevedo e Brito Malafaia                                                             |
|                                    | Senhor de Barbudo                | Século XV     | Dom Paio Rodrigues de Araújo                                                         |                                  | |
|                                    | Senhor de Basto                  | 1250          | Dom Pedro Pais Lobo                                                                  |                                  | |
|                                    | Senhor de Beiral                 | 1370          | Dom João Fernandes de Lima                                                           |                                  | |
|                                    | Senhor de Belas (1.ª criação)    | Século XIV    | Gonçalo Peres Malafaia                                                               |                                  | Marquês de Abrantes                                                                                 |
|                                    | Senhor de Belas (2.ª criação)    | Século XV     | Rodrigo Afonso de Atouguia                                                           |                                  | Marquês de Belas                                                                                    |
|                                    | Senhor do Couto de Belmir        | 1150          | D. Pedro Soares de Belmir                                                            |                                  | |
|                                    | Senhor de Belmonte               | Século XIV    | João Fernandes Pacheco                                                               | Juro e herdade                   | extinto                                                                                             |
|                                    | Senhor de Bordonhos              | Antes de 1288 | Dona Maria de Negrelos                                                               | Juro e herdade                   | Marquês de Castelo Melhor                                                                           |
|                                    | Senhor de Braga                  | 1112          | D. Maurício Burdino, Arcebispo de Braga                                              | Juro e herdade                   | extinto (1790)                                                                                      |
| Brasao Barbosa                     | Senhor da Casa e Torre de Aborim | 1478          | Álvaro Gonçalves de Barbosa                                                          | Juro e herdade                   | extinto (1825)                                                                                      |
|                                    | Senhor de Carvahais              | 1350          | Borges                                                                               |                                  | |
|                                    | Senhor de Cernadela              | 1186          | Dom Rodrigo Mendes, depois Rodrigues de Algoso                                       | Juro e herdade                   | transferido para a Espanha (1768)                                                                   |
|                                    | Senhor da Casa de Alcobaça       | Século XVII   | Silvério da Silva da Fonseca                                                         |                                  | António Oskar Pereira da Silva Mesquita Brehm                                                       |
|                                    | Senhor da Casa de Bragança       | Século XI     | Afonso I, Duque de Bragança                                                          |                                  | |
|                                    | Senhor da Casa de Sousa          | Século XI     | Dom Egas Gomes de Sousa                                                              | Juro e herdade                   | |
|                                    | Senhor da Casa da Maia           | 980           | Dom Trastamiro Aboazar                                                               |                                  | |
|                                    | Senhor da Casa de Marnel         | Século X      | Dom Egas Eris de Marnel                                                              |                                  | |
|                                    | Senhor da Honra de Aborim        | Século XIII   | Dom Martim Rodrigues de Aborim                                                       | Juro e herdade                   | extinto                                                                                             |
|                                    | Senhor de Morais                 | 1217          | D. Gonçalo Rodrigues de Morais                                                       | Juro e herdade                   | extinto                                                                                             |
|                                    | Senhor da Torre de Moncorvo      | 1375          | Dom Diogo Gonçalves Borges                                                           | Juro e herdade                   | elevado a Visconde (1847) e a Barão (1835)                                                          |
|                                    | Senhor de Murça                  | 1384          | Gonçalo Vaz Guedes                                                                   | Juro e herdade                   | elevado a Conde (1826)                                                                              |
|                                    | Senhor de Pancas                 | Século XV     | D. Augusto Freire de Andrade                                                         | Juro e herdade                   | Dom Cristóvão Manoel de Vilhena, 20º senhor de Pancas                                               |
|                                    | Senhor de Paredes da Beira       | 1750          | José de Azevedo Vieira                                                               | Juro e herdade                   | Família Lemos de Azevedo                                                                            |
|                                    | Senhor de Penalva                | 1499          | Dom João de Meneses, 1º Conde de Tarouca                                             | Juro e herdade                   | elevado a Conde (1499), hoje extinto                                                                |
|                                    | Senhor do Porto                  | 1120          | Dom Hugo, Bispo do Porto                                                             | Juro e herdade                   | extinto (1406)                                                                                      |
|                                    | Senhor do Castelo de Oleiros     | 910           | Gonçalves                                                                            | Honra; referências como Baronato | subsumido pelo Senhorio de Algoso (imemorial)                                                       |
|                                    | Senhor da Casa de Riba Douro     | Século XI     | Dom Monio Viegas de Ribadouro                                                        |                                  | |
|                                    | Senhor de Sampaio                | 1816          | Dom Pedro de Sousa Holstein, 1.º duque de Palmela                                    | Juro e herdade                   | Dom Pedro Domingos de Sousa e Holstein-Beck, 7.º duque de Palmela                                   |
|                                    | Senhor de San Miguel de Santarém | 2016          | Título coletivo de nobreza                                                           | Juro e herdade                   | |
| Brasao Sobral                      | Senhor de Sobral de Monte Agraço | 1771          | Dom Joaquim Inácio da Cruz Sobral                                                    | Juro e herdade                   | extinto (1812)                                                                                      |
|                                    | Senhor de Tarouca                | Século XV     | Dom João de Meneses, 1º Conde de Tarouca                                             | Juro e herdade                   | extinto                                                                                             |
| Brasao Sobral                      | Senhor de Távora                 | Século XII    | Dom Rozendo Hermigues                                                                | Juro e herdade                   | extinto                                                                                             |
|                                    | Senhor da Trofa                  | 1449          | Gomes Martins de Lemos                                                               | Juro e herdade                   | extinto                                                                                             |
|                                    | Senhor de Vale do Porco          | 1433          | Mendes                                                                               | Juro e herdade                   | |
|                                    | Senhor de Vila Flor              | 1444          | Vasco Pires de Sampaio                                                               | Juro e herdade                   | extinto                                                                                             |
|                                    | Senhor de Vila Flor do Alentejo  | 1659          | D. Sancho Manoel de Vilhena, depois 1º Conde de Vila Flor                            | Juro e herdade                   | D. Constança Sassetti Manoel de Vilhena                                                             |
|                                    | Senhor da Zibreira               | 1711          | D. Cristóvão Manoel de Vilhena                                                       |                                  | |
|                                    | Senhor da Casa de Mangualde      | Século XVI    | Dona Ana Paes do Amaral, Senhora da Casa de Mangualde                                |                                  | elevado a Visconde de Mangualde (1891)                                                              |

## Bibiliografia
- História de Portugal. por Rui Ramos, Bernardo Vasconcelos e Sousa e Nuno Gonçalo Monteiro (capítulos II, III e IV), A Esfera dos Livros, Lisboa, 2009
- As vésperas do leviathan : instituições e poder político : Portugal, séc. XVII, por António Manuel Hespanha, pp. 380 - 438,  Livraria Almedina, Coimbra, 1994